# Bourne-trilogie
De Bourne trilogie is oorspronkelijk een drievoudige serie boeken over het fictieve personage Jason Bourne. De trilogie is geschreven door de Amerikaanse schrijver Robert Ludlum. De trilogie bestaat uit de volgende boeken:
- The Bourne Identity (1980) naar het Nederlands vertaald als Het Bourne Bedrog
- The Bourne Supremacy (1986) naar het Nederlands vertaald als Het Jason Dubbelspel
- The Bourne Ultimatum (1990) naar het Nederlands vertaald als Het Medusa Ultimatum

Later na de dood van Ludlum schreef de Amerikaanse schrijver Eric Van Lustbader meerdere boeken als vervolg op deze trilogie:
- The Bourne Legacy (2004) naar het Nederlands vertaald als Het Bourne Testament
- The Bourne Betrayal (2007) naar het Nederlands vertaald als Het Bourne Verraad
- The Bourne Sanction (2008) naar het Nederlands vertaald als De Bourne Sanctie
- The Bourne Deception (2009) naar het Nederlands vertaald als De Bourne Misleiding
- The Bourne Objective (2010) naar het Nederlands vertaald als De Bourne Missie
- The Bourne Dominion (2011) naar het Nederlands vertaald als De Bourne Belofte
- The Bourne Imperative (2012) naar het Nederlands vertaald als Het Bourne Bevel
- The Bourne Retribution (2013) naar het Nederlands vertaald als De Bourne Vergelding

## Verfilmingen
De hele Bourne-trilogie van Robert Ludlum is verfilmd. De The Bourne Identity zelfs tweemaal, in 1988 als miniserie die zeer getrouw is aan het oorspronkelijke boek met Richard Chamberlain in de rol van Jason Bourne en in 2002 door Universal Pictures met Matt Damon in de rol van Bourne. Het verhaal van de film wijkt echter sterk af van het boek. Universal Pictures verfilmde in 2004 The Bourne Supremacy en in 2007 The Bourne Ultimatum. Ook deze twee films wijken sterk af van de originele Bourne-verhalen.  In 2012 werd ook The Bourne Legacy van Eric Van Lustbader verfilmd.